# Macrosamanea kegelii
Macrosamanea kegelii är en ärtväxtart som först beskrevs av Meissner, och fick sitt nu gällande namn av Anthonia Kleinhoonte. Macrosamanea kegelii ingår i släktet Macrosamanea och familjen ärtväxter. Inga underarter finns listade i Catalogue of Life.